# Helly Tussmar

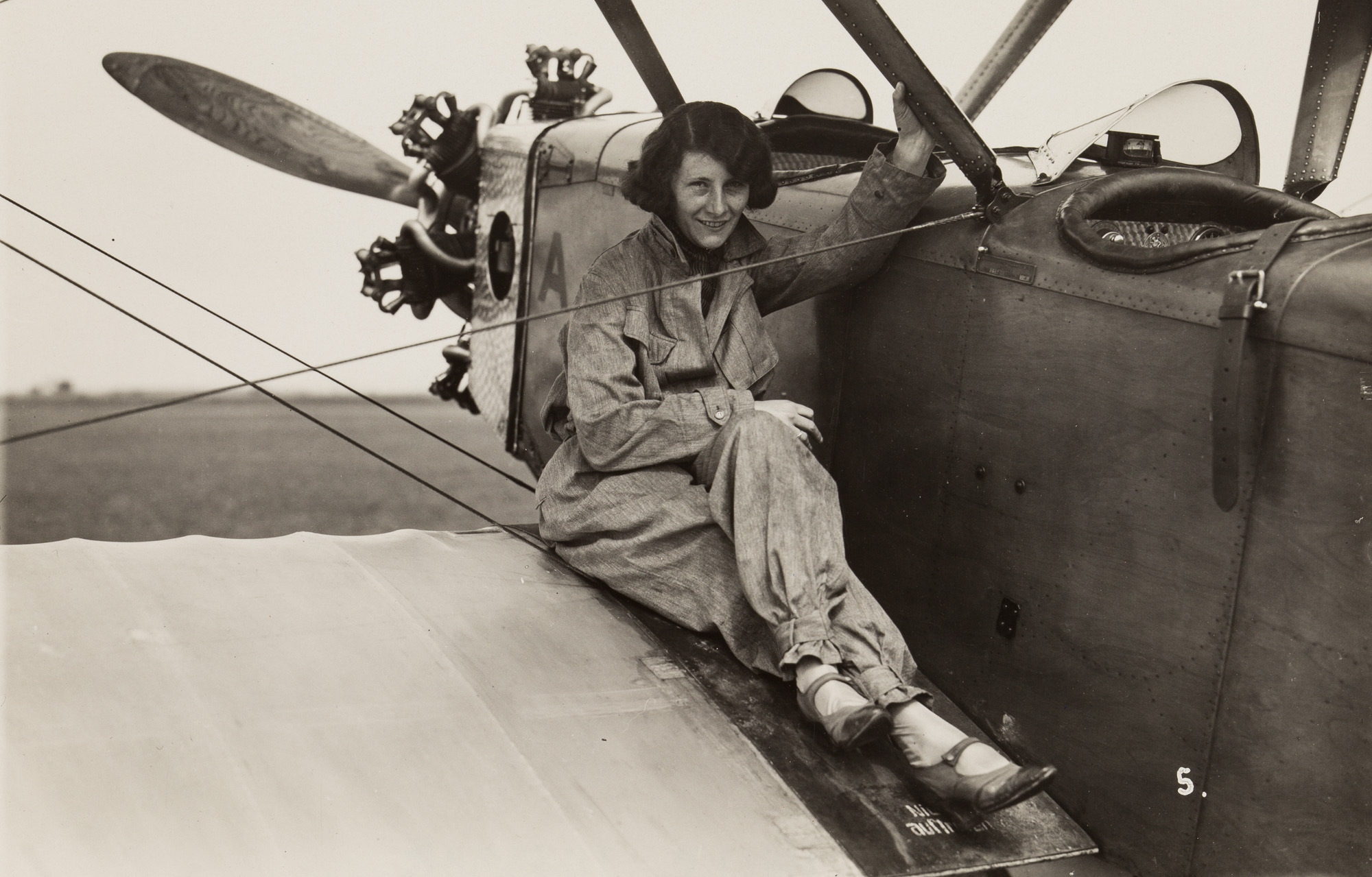
Philipp Kester: Helly Tussmar – Auf der Tragfläche eines Flugzeugs sitzend, 1929

Helly Tussmar (geb. Barbara Gantner, * 1902; † 16. Juni 1929 bei Chur) war eine deutsche Schauspielerin und eine Pionierin des Fallschirmspringens. Am Sonntag, dem 16. Juni 1929, nahm sie an einem Flugtag im schweizerischen Chur in Graubünden teil. Ihr erster Absprung erscheint als eine gelungene und saubere Ausführung. Jedoch wird sie anschließend durch starken Wind abgetrieben. Nichtsdestotrotz gelingt ihr eine glückliche Landung auf einer Wiese, die sich etwa einen Kilometer vom Flugplatz entfernt befindet.
Drei Stunden später, um 17:25 Uhr, erfolgte ein zweiter Versuch. Auch dieser verlief erfolgreich. Der Schirm öffnete sich zum rechten Zeitpunkt und Helly stürzte "ziemlich rasch" zur Erde, wie Augenzeugen berichteten. Tussmar wird von einer plötzlichen Windböe erfasst und in Richtung eines kleinen Waldes abgetrieben. Zuschauende berichteten, dass das begleitende "Aeroplan" weiterhin über der Landestelle kreist. Die als "kühne Springerin" bezeichnete junge Frau ist im Rhein gelandet und wurde von den Fluten mitgerissen. Jegliche Form der Hilfe ist vergeblich.